# 杨子才
杨子才（1930年12月—），男，云南宜良人，中国新闻工作者，《解放军报》原总编辑，中华全国新闻工作者协会原副主席，第八届全国人大代表。